# Brazil császári korona

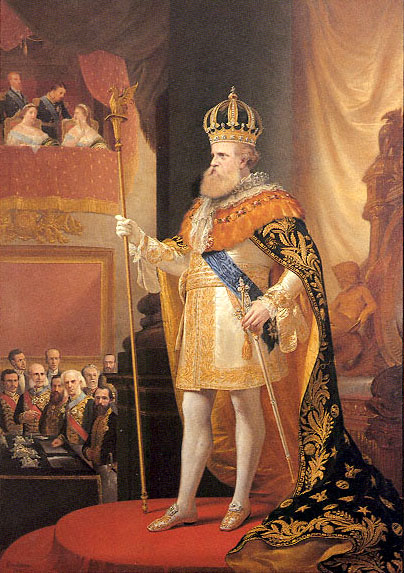
II. Péter brazil császár, a koronázási ékszereket és a császári koronát viselve a Brazil Császári Parlamentben 1873-ban.

A Brazil császári korona, ismertebb nevén II. Péter koronája a második brazil császárnak, II. Péternek készült.
Ezen korona a Brazil Császári Koronázási Ékszerekhez való hozzáadásával I. Péter koronáját elhagyták. Az új korona stílusa a Brazil Császárság zászlóján és a címerén szereplő korona stílusát mintázza.
I. Péter 1822-ben, az első császár megkoronázására, az ország függetlenedése után csupán néhány hónappal, gyorsan összetákolt koronája jóval egyszerűbb volt.
Amikor II. Péter, a birodalom második császárának megkoronázásakor a kormány igényét fejezte ki egy újabb, nagyszerűbb koronára.

## Készítése

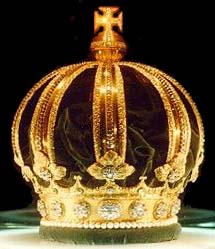
A brazil császári korona

II. Péter koronáját Carlos Martin aranyműves készítette Rio de Janeiróban és a közönség előtt először 1841. július 8-án mutatták be, csak néhány nappal az új császár július 18-i koronázása előtt.
A korona alváza minőségi aranyból készült, felső ívét pedig nyolc részből rakták össze, melyek a korona csúcsán találkoznak, amit egy kereszt ural. A koronát bársonnyal bélelték ki. A korona 639 drágakővel és 77 gyönggyel volt díszítve.
Tömege 1955 gramm, átmérője pedig 205 milliméter és 31 centiméter magas. Ez volt a brazil ékszerészek egyik legnagyszerűbb munkája.

## Használat
A koronázási misén kívül a császár csak ünnepi alkalmakkor viselte ezt a koronát. Később ezt II. Péter úgy változtatta meg, hogy csak kétszer viselte az évben, a Brazil Császári Parlament megnyitásakor és bezárásakor.
A monarchia 1889-es bukásakor az új kormány minden császári jelképet eltávolított vagy megsemmisített, de a koronaékszerek sértetlenül megúszták a rendszerváltást. 1943-óta az összes többi császári relikviával együtt a Petrópolisi Imperial Palace-ben látható.